# Mega Man (personaggio)
Mega Man (ロックマン?, Rokkuman, Rockman) è un androide immaginario, protagonista dell'omonima serie di videogiochi a piattaforme creata da Capcom. Ideato da Akira Kitamura e disegnato da Keiji Inafune, Mega Man è il personaggio giocante di numerosi capitoli sviluppati dal 1987 agli anni 2010 ed è considerato la mascotte non ufficiale della software house giapponese.
Mega Man è un umanoide di colore blu realizzato dal Dr. Thomas Light. Originariamente ideato come aiutante di laboratorio, sotto il nome di Rock e codice seriale DLN-001, viene trasformato in un robot combattente in seguito al furto degli altri automi creati dal Dr. Light da parte del Dr. Wily. Nei videogiochi della serie Mega Man si troverà ad affrontare numerosi Robot Master prodotti da uno dei due scienziati o dal Dr. Cossack.

## Nome
In Giappone Mega Man è noto con il nome Rockman. Questo nome deriva dal genere musicale rock and roll. In una intervista al mensile Game Players il vicepresidente di Capcom Joseph Morici ha confermato che il nome Mega Man è stata una sua invenzione poiché non apprezzava il titolo originale del videogioco.
Il personaggio è anche chiamato Blue Bomber dagli appassionati della serie. Il soprannome deriva dal nome di uno dei due pugili del gioco Rock 'Em Sock 'Em Robots. L'appellativo è stato ufficialmente adottato da Capcom nel 1997 in occasione della pubblicazione di Mega Man 8.

## Sviluppo e creazione

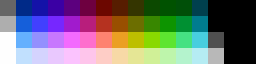
Palette del Nintendo Entertainment System

Sebbene Keiji Inafune sia considerato il padre di Mega Man, il personaggio è stato realizzato da Akira Kitamura prima del suo ingresso in Capcom. Per la creazione Kitamura si è ispirato alle serie tokusatsu come Jinzō ningen Kikaider e Kamen Rider, oltre che agli anime Astro Boy e Kyashan il ragazzo androide. Il colore blu del personaggio deriva dai limiti della tavolozza dei colori del Nintendo Entertainment System.
In occasione dello sviluppo del primo titolo della serie Mega Man per Super Nintendo Entertainment System, Keiji Inafune ha provato a creare una nuova versione del personaggio, tuttavia non volendo stravolgere l'aspetto di Mega Man ha realizzato Zero, che compare come personaggio non giocante in Mega Man X.
Il personaggio di Mega Man ha ispirato i protagonisti di alcuni spin-off della serie, tra cui Mega Man X (introdotto nel 1993), Mega Man Volnutt (personaggio giocante del videogioco Mega Man Legends) e Megaman.EXE (NetNavi di Lan Hikari in Mega Man Battle Network).

## Apparizioni
Mega Man è protagonista di undici capitoli della serie Mega Man e di numerosi spin-off. Mega Man venne pubblicato nel 1987 da Capcom per Nintendo Entertainment System. Il videogioco, distribuito in Europa solamente nel 1990, ha ricevuto cinque sequel pubblicati per la stessa piattaforma. Il titolo seguente è Mega Man 7, sviluppato per Super Nintendo Entertainment System, che introduce l'antieroe Bass (フォルテ?, Forute, Forte). Nel 1996 Mega Man appare in Mega Man 8, primo videogioco della saga pubblicato su console PlayStation. Blue Bomber sarà protagonista di altri titoli distribuiti per la serie di console Sony, incluso Mega Man 10 (2010). In occasione del trentennale dalla pubblicazione del tipo titolo della serie, viene annunciato Mega Man 11, reso disponibile nel 2018 per diverse piattaforme.
Mega Man compare come personaggio giocante in numerosi crossover tra cui i videogiochi Marvel vs. Capcom: Clash of Super Heroes e Marvel vs. Capcom 2: New Age of Heroes, della serie Marvel vs. Capcom, e Street Fighter X Tekken. È inoltre presente nel videogioco Super Smash Bros. per Nintendo 3DS e Wii U. Nel 2015 è stato realizzato un amiibo del personaggio, compatibile con i giochi Mario Kart 8, Super Mario Maker e Yoshi's Woolly World.
Mega Man è inoltre presente nella serie animata Un videogioco per Kevin e in numerosi manga dedicati alla mascotte della Capcom.